# Tullio Telmon
Tullio Telmon (pronuncia Telmòn, /telˈmɔn/) (Solero, 28 novembre 1943) è un linguista e dialettologo italiano.

## Biografia
Laureatosi in Lettere presso l'Università di Torino nel 1966, è stato dapprima funzionario scientifico all'Università di Amsterdam (1967-1968), poi professore all'Accademia di belle arti di Amsterdam (1969-1972).
Rientrato in Italia, ha lavorato all'Ateneo torinese, prima come borsista (1972-1976), poi come contrattista (1976-1980) e ricercatore (1980-1987). È stato poi professore associato presso l'Università "Gabriele D'Annunzio" di Chieti, dove ha diretto l'Istituto di glottologia (1988-1994).
Dal 1994 è professore ordinario presso l'Università di Torino, dove insegna Dialettologia e Dialettologia italiana. Ricopre gli incarichi di direttore del Dipartimento di Scienze del linguaggio e letterature moderne e comparate (1994-2000 e 2006-) e della Scuola di dottorato in Scienze del linguaggio e della comunicazione (2006-), nonché di membro del Senato accademico (2003-).
Fa parte dei comitati editoriali e scientifici di riviste nazionali e internazionali come Bollettino dell'Atlante Linguistico Italiano, Rivista Italiana di Dialettologia, Nouvelle Revue d'Onomastique e La France latine. Revue d'études d'oc e partecipa all'Atlante linguistico ed etnografico del Piemonte occidentale (ALEPO), all'Atlante linguistico italiano (ALI) e al Centre d'etudes francoprovençales "René Willien".
Dall'ottobre 2007 è presidente della Società di Linguistica Italiana.